# Les vampires n'existent pas
Pour plus de détails, voir Fiche technique et Distribution.
Les vampires n'existent pas (I, Desire) est un téléfilm américain réalisé par John Llewellyn Moxey diffusé le 15 novembre 1982 à la télévision sur ABC .
En France, il a été diffusé le 3 juillet 1992 sur M6 .

## Synopsis
Des meurtres étranges sont commis à Los Angeles où les victimes, toutes des hommes, sont vidées de leur sang. David Balsiger, étudiant en droit, travaille à la morgue et trouve des traces de morsures sur le corps des victimes. Paul, un prêtre défroqué arrive à l'hôpital où se trouve David et commence son enquête...

## Fiche technique
- Titre original : I, desire
- Titre français : Les vampires n'existent pas
- Réalisation : John Llewellyn Moxey
- Scénario : Bob Foster.
- Direction artistique : Ross Bellah et Frederick P. Hope
- Montage : Donald R. Rode
- Directeur de la photographie : Robert L. Morrison
- Distribution : Fran Bascom
- Musique : Don Peake
- Création des costumes : Grady Hunt
- Effets spéciaux de maquillage : Leo LoTito Jr et Alan Fama
- Productrice : Audrey Blasdel-Goddard
- Producteurs exécutifs : Allen S. Epstein et Jim Green
- Compagnies de production : Columbia Pictures Television - Green / Epstein Productions
- Compagnie de distribution : ABC
- Pays d'origine : États-Unis
- Format : Couleurs - 35 mm - Son mono - 1.33 Plein écran
- Genre : Fantastique
- Durée : 94 minutes
- Date de sortie :  États-Unis : 15 novembre 1982 (télévision)
- Date de sortie :  France : 3 juillet 1992 (télévision)

- Les informations sont issues du site Internet Movie Database[1]

## Distribution
- David Naughton : David Balsiger
- Dorian Harewood : détective Jerry Van Ness
- Marilyn Jones : Cheryl Gillen
- Barbara Stock : Mona
- Arthur Rosenberg : Milton King
- James Victor : docteur Herrera
- Brad Dourif : Paul
- Anne Bloom : Marge Bookman